# Marató de TV3 per la pobresa
La Marató de TV3 per la pobresa fou una edició especial de la Marató de TV3 celebrada el de 27 de maig de 2012. Va començar a les nou del matí a Catalunya Ràdio i a les 12 a TV3. L'evolució del marcador fou la següent:
| Núm | Hora  | Recaptació  | Notes                                               |
| --- | ----- | ----------- | --------------------------------------------------- |
| 1   | 12:00 | 401.785 €   | Inici de la Marató a TV3                            |
| 2   | 14:30 | 532.123 €   | Es fa una aturada per emetre el Telenotícies Migdia |
| 3   | Final | 4.514.076 € |                                                     |

La cançó per a l'espot i, per tant, la cançó d'aquesta Marató es titula «Fora de joc», i està feta per Manu Guix, Elena Gadel i Lídia Guevara.
En aquesta Marató cal destacar el partit de futbol-sala benèfic que el Barça va celebrar al Palau Sant Jordi, dividint l'equip en dos (un "entrenat" per Pep Guardiola i un altre "entrenat" per Tito Vilanova). Per cada gol, el Barça donaria 300 euros a La Marató, a més de donar tots els diners recaptats en la venda d'entrades; el resultat final fou de 8-8 i 14.000 espectadors.
En total, es van recaptar més de 4,5 milions d'euros, destinats a 75 entitats del tercer sector.
L'emissió del programa i la iniciativa en general va rebre diverses mostres de suport però també fou objecte de crítica per part de moviments socials i organitzacions polítiques que ho qualificaven de mostra de caritat sense discutir les causes o motius de la pobresa. Un vídeo paròdia de l'anunci oficial de La Marató que assenyalava els capitalistes i les grans empreses per la seva hipocresia va aconseguir 100.000 visualitzacions al lloc web YouTube en pocs dies.